# Човек са гвозденом маском
Човек са гвозденом маском (фр. L'Homme au Masque de Fer) је један од најчувенијих затвореника у француској историји. Мистерија која окружује његов живот, као и разни филмови и романи који га описују не престају да побуђују машту.
Полазна тачка легенде је смрт која је, после дугог заточеништва, задесила 19. новембра 1703. у злогласном затвору Бастиља једног затвореника чије име, као ни разлоге хапшења, нико није знао. Сахрањен је под именом , премда неки извори наводе имена Marchioly или Marchialy. На темељу тих чињеница, прича је знатно преувеличана, предање јој је придодало бројне детаље, политика ју је узела под своје, те је човек са гвозденом маском постао, из пера Волтера, симбол краљевског апсолутизма.

## Историјске чињенице
Дана 4. септембра 1687, усред владавине Луја XIV, једне рукописне новине, које су се кришом читале, известиле су своје читаоце да је официр г. Де Сен-Марс одвео „по краљевом наређењу“ неког затвореника у тврђаву на острво Сент Маргерит, у Прованси. „Нико не зна о коме је реч; забрањено је изговорити његово име и постоји наређење да се убије уколико га сам изусти; спроведен је носиљком са челичном маском на лицу, а све што се могло дознати од г. Де Сен-Марса било је да је тај сужањ дуго времена провео у Пињеролу (итал. Pinerolo) и да јавност верује како је он мртав.“
Затим, 29. септембра 1698. друге новине обзнаниле су да је „г. Де Сен-Марс, који је био управитељ острва Сент Онора и Сент Маргерит, стигао овде пре неколико дана да би преузео управљање Бастиљом, по жељи Његовог Величанства.“ 
Дана 3. октобра исто гласило додало је да је „г. Де Сен-Марс преузео руковођење Бастиљом, у коју је сместио затвореника који је путовао с њим, а другог је, пролазећи кроз Лион, оставио у месту Пјер ан Сиз.“
Друго помињање затвореника са гвозденом маском налази се у књижици анонимног аутора: Тајни мемоари у прилог историји Персије (Amsterdam, 1745, in-12), која није ништа друго до сатира о политичким и љубавним сплеткама на двору Луја XIV, под персијским именима. У њој се говори о посети регента једном маскираном политичком затворенику. Тај затвореник, који је премештен из тврђаве града Хормуза (острво Сент Маргерит) у тврђаву града Исфахана (Бастиља), није нико други до Луј Бурбонски (1667—1683), гроф од Вермандоа, син Луја XIV и гђице Де Ла Валијер, ухапшен јер је лупио шамар престолонаследнику, а за кога се сматрало да је умро од куге. „Заповедник градске тврђаве Хормуз, како се наводи у Мемоарима, односио се према свом затворенику с најдубљим поштовањем; лично га је послуживао и преузимао би послужавнике на вратима ћелије из руку кувара, од којих ниједан никада није видео лице Жијафеа (Giafer) (гроф од Вермандоа). Принц се једнога дана досетио да врхом ножа уреже своје име на полеђини тањира. Роб у чије је руке тај тањир допао веровао је да ће се додворити команданту тиме што ће му однети тањир и надао се да ће за то бити награђен; али се овај несрећник преварио у својим очекивањима, те је одмах извршио самоубиство како би са њим била покопана строго чувана тајна. Жијафе је остао заточен током више година у цитадели Хормуза. Напустио ју је само једном, и том приликом је премештен у цитаделу Исфахана, када је Ша-Абас (Луј XIV) поверио на управљање тврђаву Исфахана команданту, као знак захвалности за његову оданост. Предузете су мере опреза, како у Хормузу тако и у Исфахану, те је принцу стављена маска пошто су, из разлога могуће болести и других разлога, морали да га изложе погледима. Неколицина људи од речи потврдила је да је видела у неколико наврата тог маскираног затвореника како се обраћа управитељу на „ти“, док је, с друге стране, управитељ њега безгранично уважавао.“
Легенду је први зачео Волтер посветивши „Човеку са гвозденом маском“ део XXV поглавља књиге Век Луја XIV, која је први пут штампана 1751. године.
Истичући да је та особа била лишена слободе исте године када је умро Жил Мазарен, 1661, он је први који је изнео детаљ, осмишљен да побуди машту, о „масци на чијем су се подбраднику налазиле челичне опруге које су му остављале могућност да једе са маском на лицу“ додајући: „Постојало је наређење да га убију ако се разоткрије.“ Напомиње, такође, да су се према затворенику односили са највећим почастима, да му је свирана музика у ћелији и да је: „Испољавао је склоност за одећом изванредне финоће и чипкама.“ Године 1752. ново издање књиге Век Луја XIV доноси анегдоту о сребрном тањиру на којем је затвореник написао своје име бацивши га потом кроз прозор затвора; пронашао га је неписмени рибар и однео управитељу затвора који му је рекао, пошто се претходно уверио да рибар није могао одгонетнути шта је на тањиру писало: „Хајдете, треба да будете веома срећни што не умете да читате.“

### Заточеништво дуго тридесет и четири године
Извод из записника вођеног у затвору од 19. новембра 1703. сведочи о смрти затвореника у Бастиљи. Записник је водио поручник Етјен ди Жинка: 
„У понедељак 19. новембра 1703. затвореник који је стално носио црну баршунасту маску — а коју је г. Де Сен-Марс, управитељ, био донео заједно са њим са острва Сент Маргерит — коју је дуго времена чувао, осетио се лоше по изласку са мисе и умро је истога дана у десет сати ноћу [...] овај непознати затвореник који је тако дуго био чуван сахрањен је у уторак у четири сата после подне, 20. новембра на гробљу Сен Пол, у нашој парохији; у гробљанском записнику г. Де Розарг, војни лекар, и г. Реј, хирург, наденули су му име које мени није познато.“ на маргини је забележено: „После сам сазнао да су га у записнику завели под именом г. Де Маршиел и да је сахрана плаћена 40 ливри.“ Записник који је вођен у парохији Сен Пол наводи са своје стране: „Дана 20. новембра о. г. Маршиоли [или Маршиали], стар око четрдесет пет година, преминуо је у Бастиљи, а његово тело сахрањено је на гробљу Сен Пол у његовој парохији, у присуству г. Розарга, војног лекара, и г. Регла, хирурга Бастиље, који је дао свој потпис.“
Године 1769. у Расправи о различитим видовима доказа који служе да установе истину у историји, Пер Грифе (1698—1771) дао је следећа појашњења.
„Међу официрима, војницима и послугом још је живо сећање на затвореника са маском, а бројни очевици сведоче да је био отишао у двориште не би ли присуствовао црквеној служби. Чим је умро, спалили су углавном све што је користио, попут рубља, одеће, душека, покривача; састругали су и окречили све зидове његове собе, променили под и тако уклонили све трагове његовог боравка из бојазни да је могао сакрити коју цедуљу или какав знак који би открио његово име.“ 
Затвореник је стигао заједно са својим тамничаром Бенињом Доверњ де Сен-Марсом (бившим мускетаром и особом од поверења Франсоа Мишел Ле Тељеа, тј. маркиза Лувоа) када је овај постао управник Бастиље 1698. године. Ово потврђује други извод из записника о примању затвореника од 18. септембра 1698:
„У четвртак 18. септембра у три сата поподне господин Де Сен-Марс, управник замка Бастиља, дошао је по први пут након службовања на острвима Сент Маргерит и Сент Онора и довео са собом на носиљци старог затвореника који је био утамничен у Пињеролу, ког је увек држао са маском на лицу, чије име се не изговара [...] тог затвореника ће опслуживати г. Де Розарг, а храниће га господин управник“.
Из овога произилази да је затвореник са маском био нераздвојни пратилац Сен-Марса приликом сваког његовог премештања на нову службу: био је са њим на острву Сент Маргерит, које припада групи Леринских острва (у близини канске обале), на које је стигао 30. априла 1687, а пре тога на острву Егзил, на које је био премештен 1681, као и на тврђави у Пињеролу, у Пијемонту, којом је Сен-Марс командовао од 1665. до 1681. године.
Приликом доласка на острво Егзил, Сен-Марс је био у пратњи двојице затвореника: „Његово Величанство [...] сматра да је добро што вам предаје острво Егзил на управљање […] на које ће бити премештени затвореници који су под вашим надзором а за које мисли да су исувише важни да би били препуштени иком другом осим вама“ (Писмо које је Лувоа упутио Сен-Марсу 12. маја 1681). „Стараћу се о двема затворским птичицама које су ми поверене на чување, које немају другог имена до господа из доње куле“ (Сен-Марс у писму Д’Естраду, 25. јуна 1681). За ове затворенике било је процењено да су исувише значајни те им је био саграђен на Егзилу посебан затвор, што је, иначе, на више месеци одгодило њихов трансфер на нову локацију.
Један од двојице затвореника о којима се говори преминуо је поткрај 1686. године или на почетку 1687, непосредно пре него што је Сен-Марс био премештен на острво Сент Маргерит. Други затвореник стигао је на Сент Маргерит 30. априла 1687. у носиљци затвореној цирадом. Наменили су му засебан затвор, са погледом на море, у који се могло ступити само пошто се претходно прођу вишеструка узастопна врата.
Затвореник је стигао у Пињерол 24. августа 1669. Дана 19. јула Лувоа пише Сен-Марсу о затворенику којег му је послао: „од највеће је важности да буде добро чуван и да ни на који начин не може да саопштава новости, ни писмом никоме […] постарајте се да у наредним данима просторије у којима буде боравио не пружају поглед на места којима неко може прићи и нека буду са више врата, забрављених једна за другим, тако да ваши стражари не могу ништа чути. Треба да ви лично однесете овом јаднику једанпут дневно нешто од чега ће моћи да преживи тај дан и да никада не слушате, ни под каквим изговором, оно што вам жели рећи, претећи му увек да ћете га убити ако икада заусти да вам каже било шта друго осим о својим основним животним потребама“.
Када је Лувоа умро, 1691, његов син Барбезије, који га је наследио, писао је Сен-Марсу како би потврдио раније дата упутства: „Када будете имали нешто да ме известите о затворенику о коме се старате двадесет година, молим вас да предузмете исте мере опреза као када сте обавештавали г. Лувоа.“

### Контроверзе око ношења маске
Затвореник је разбуктао машту. У стварности, ништа не даје за право да се тврди како је затвореник стално био под маском. Изгледа да је био приморан да носи маску само приликом премештања, да пролазници не би могли да га препознају.
Коришћење маске недвосмислено се помиње само 1698. током пута за Бастиљу: помиње се у записнику о примању затвореника (в. изнад), као и у опису етапе пута г. Де Сен-Марса, који је сачинио унук његовог брата у замку Палто: 

## Тумачења
Изнето је неколико десетина теорија почев од 17. века (неки веле да их је било 48). Најпознатија теорија је да је човек са гвозденом маском био брат близанац Луја XIV. Постоје, такође, нагађања да се радило о нежељеном сину Ане Аустријске. Француски ерудита Анатол Локен здушно је бранио тезу према којој је човек са гвозденом маском био Молијер. Мистерија је побудила машту многих људи, међу којима и романописца Александра Диме.

### Брат близанац Луја XIV?
Теза коју је поставио Волтер, која је мало-помало дорађивана и постепено објављивана у неколико узастопних издања књиге Век Луја XIV и другим радовима, јесте да је човек са гвозденом маском био брат близанац Луја XIV и, да би се прича још зачинила, старији брат, кога су, из недовољно познатог разлога, Ана Аустријска и Мазарен збацили са трона и подизали на тајном месту све до смрти Мазарена; Луј XIV је дознао за тајну и одлучио да предузме додатне мере опреза како афера никада не би била откривена.
Други потврђују да је човек са гвозденом маском био брат близанац али млађи брат, који је сакривен како би се избегло могуће оспоравање носиоца трона. 
Према другим претпоставкама, човек са гвозденом маском био је копиле Ане Аустријске (рођено 1636), чији је отац према некима био војвода од Бакингема, према другима неки монах по имену Фијакр, неки иду дотле да тврде да му је отац био кардинал Мазарен (и да је рођен 1644, дакле много после Луја XIV који према томе није имао никаквог разлога да дотичног држи затвореног).
Ова нагађања инспирисала су Александра Диму у делу Виконт од Бражелона (он, ипак, тврди да је човек са гвозденом маском био млађи брат Луја XIV, рођен неколико часова касније) и Виктора Игоа у Близанцима (незавршена драма, 1861).
Треба напоменути да је Луј XIV имао две године млађег брата Филипа I Орлеанског (1640—1701).

### Никола Фуке?
Према Пјер-Жаку Арезу, који је дорадио тезу Пола Лакроа (1836), човек са гвозденом маском није нико други до министар финансија Никола Фуке, ухапшен у Пињеролу 1665. године.
Он је званично преминуо од последица можданог удара у Пињеролу у 65. години, 23. марта 1680, двадесет три године пре човека са гвозденом маском. Али према присталицама ове теорије тај датум је лажан, а тело другог затвореника Дожеа, који је био Фукеов слуга (в. доле), представљено је као тело министра. Ову намештаљку су извели Жан-Батист Колбер и маркиз Лувоа како би осујетили пуштање на слободу Фукеа, коме је мало недостајало да добије помиловање и чијег су се лукавства и утицаја плашили. Међутим, ако је Фуке живео све до 1703. године, то значи да је живео 88 година, што је за то време било јако дуго, поготово за једног затвореника. Уосталом, чланови Фукеове породице изјавили су да су присуствовали његовој сахрани и никада ниједан члан породице није његову смрт довео у питање.

### Генерал-пуковник Билонд?
Године 1890. један командант који је проучавао војне походе Николе Катине поверио је другом команданту Етјену Базрију, експерту француске армије за криптоанализу, неколико шифрованих папира. Након три године напорног рада, шифра је постала делимично приступачна захваљујући савременим техникама за криптоанализу; Базри је обзнанио да је „разбио“ шифру и пронашао, у писму које је Лувоа 24. августа 1691. послао Катини, кључ који ће одгонетнути енигму човека са гвозденом маском. Поменута шифра је позната под називом „Велика шифра Луја XIV“ или, краће, „Велика шифра“.
По њему, писмо гласи овако: „Претпостављам да је излишно говорити са каквим је негодовањем Његово Величанство примило вест о категоричном одбијању генерала Билонда да се повинује његовим наредбама, као и вашим, када је преузео на себе одговорност да подигне опсаду око града Кунеа. Његово Величанство зна боље од било кога другог последице таквог чина и, такође, схвата озбиљност штете коју ће пад овог места проузрочити нашој ствари, реч је о пропуштеном послу који мора бити исправљен на зиму. Његово Величанство вам поручује да одмах ухапсите генерала Билонда и да га спроведете на тврђаву Пињерол како би био утамничен, надгледан ноћу, а дању нека му буде дозвољено да се шета унутар зидина, лицем покривеним 330 309“. Базри је претпоставио да је број 330 309, који се није налазио нигде другде у папирима Катине, значио „маска“ и 1893. године издао је књигу у којој је детаљно образложио своју претпоставку.
По њему, чувени затвореник био је, дакле, Вивијан Лабе, господар Билонд, генерал-пуковник француске војске. Чињенице које говоре о Билонду и његовој непослушности у Кунеу (итал. Cuneo) истините су. Остаје питање: зашто је таква наредба била шифрована када је Билонд заиста био крив за непослушност? Зашто то чувати у тајности када је разлог за његово хапшење био савршено оправдан? Историчари су доказали да је Билонд био жив 1708. године, дакле пет година после смрти човека са гвозденом маском. Војни стручњаци за криптоанализу доводе у сумњу Базријева нагађања. Најзад, ако је 1691. године Билонд затворен у Пињерол, то значи да је тада већ прошло много времена откако Сен-Марс и човек са гвозденом маском нису више били тамо.

### Молијер?
У својој књизи Молијер у Бордоу око 1647. године и у 1656, са новим освртом на његове последње дане у 1673... или, можда, 1703. години, писац Анатол Локен сматра да је човек са гвозденом маском био заправо Молијер. 
Упориште за ту тврдњу Анатол Локен налази у чињеници да прва биографија о Молијеру потиче из 1705. године, што је две године након смрти човека са гвозденом маском. Реч је о Животу г. Молијера (1705) чији је аутор Гримаре. То би значило да је Луј XIV чекао да Молијер буде стварно мртав 1703. године (а не 1673) како би дозволио издавање његове биографије.

### Д’Артањан?
За енглеског историчара Роџера Макдоналда (енгл. The Man in the Iron Mask, 2005) човек са гвозденом маском био је мускетар Д’Артањан. Рањен у Мастрихту 1673, одведен је у Пињерол, гвоздена маска му је омогућавала да други мускетари који су чували затворе не могу да га препознају. 
Доказ би био квалитет књиге Мемоари г. Д’Артањана коју је написао Гатијан де Курти де Сандра (1644—1712). Он је провео девет година у Бастиљи између 1702. и 1711. Према Роџеру Макдоналду, Д’Артањан је сам дао надахнуће за ову књигу што доказује да је тамновао заједно са Де Сандром у Бастиљи.

### Гроф Еркол Матиоли (или Антоан-Херкул Матиоли)?
Луј XV је одговорио Мадам Помпадур, која га је како Волтер открива о томе испитивала, да је човек са гвозденом маском био „министар неког владаоца у Италији“. Да би задовољио радозналост Марије Антоанете, Луј XVI је, не пронашавши ништа у тајним документима, питао најстаријег од својих министара, који му је дао исти одговор додавши да је поменути италијански владалац био војвода од Мантове.
Од овог одговора настала је теза према којој је човек са гвозденом маском био гроф Еркол Матиоли (или Антоан-Херкул Матиоли), негдашњи министар Чарлса II, војводе од Мантове. Име затвореника које се помиње у записнику у Бастиљи и у списима парохије Сен-Пол било је према томе тачно мада незнатно измењено. Ову тезу, која је већ постала традиционална, бранили су и поједини историчари.
Матиоли је одиста био заточен у Пињеролу под надзором Сен-Марса. Штавише, његово хапшење је произашло из личне наредбе Луја XIV. Наиме, опат Д'Естрад је обмануо амбасадора Француске у Венецији Матиолија, те је овај убедио војводу од Мантове да тајно прода Француској тврђаву Казале (итал. Casale Monferrato), петнаест миља удаљену од Торина. У задњи час посао је пропао услед противљења многих дворова: Торина, Венеције, Мадрида и Беча, које је о тој намери известио сам Матиоли. Његова двострука игра извргла је руглу Луја XIV који му је лично био писао, 12. јануара 1678, како би му се захвалио на посредништву. Опат Д'Естрад, који је био именован за амбасадора у Торину, успео је да довуче Матиолија у један кућерак у непосредној близини града где га је командос којег је послао Катина отео 2. маја 1679. спровевши га у суседно утврђење у Пињеролу.
Министар спољних послова маркиз Де Помпон, дајући сагласност Лују XIV за операцију, постарао се да напомене: „Нико не треба да зна шта је овај човек постао.“ Заиста, није било у складу са дипломатским обичајима да се на тај начин отме и заточи министар другог владаоца. Овај разлог може помоћи да се разуме строга тајност под којом је затвореник ухапшен.
Упркос свему томе, изгледа да више елемената оповргава ово поистовећивање:
- Преписка између маркиза Лувоа и Сен-Марса сачувана у архивама Министарства одбране — у којој је Матиоли најпре означаван именом Лестан — показује да му није била указивана иста пажња као и човеку са гвозденом маском: „Краљ не жели да се према господину Лестану добро опходимо“ (25. мај 1679). То што је Матиоли у Пињеролу имао на располагању свог слугу, који је био задужен да сакупља његова документа, било је само зато што је слуга морао бити заточен заједно са њим да не би открио тајну његовог хапшења.
- Након уступања Казала Француској 1682, војвода од Мантове је обавештен о Матиолијевом хапшењу. Није, дакле, више било разлога да тајна буде чувана, па је затвореник надаље био помињан под својим правим именом у преписци између маркиза Лувоа и Сен-Марса.
- Матиоли није путовао заједно са Сен-Марсом на острво Егзил 1681, већ је остао у Пињеролу до априла 1694, када је премештен на острво Сент Маргерит по уступању Пињерола Савоји. Ово потврђује писмо Сен-Марса опату Д'Естраду 25. јуна 1681. („Матиоли ће остати овде са још двојицом затвореника“) и више других писама које је Лувоа послао наследницима Сен-Марса на месту управитеља у Пињеролу.
- Матиоли је умро недуго након премештања на острво Сент Маргерит, без сваке сумње 29. априла 1694. То знамо јер је забележено да је тог датума преминуо затвореник који је имао слугу. А Матиоли је био једини затвореник који је на острву Сент Маргерит имао ту привилегију.

Из овога произлази да затвореник који је умро у Бастиљи 1703. године није Матиоли и да је само из намере да се заварају трагови његово име (или име слично његовом) унето у записнике.

### Есташ Доже — име затвореника
Преписка министра Луја XIV маркиза Лувоа указује да је Доже, слуга, ухапшен по његовом наређењу, из непознатог разлога, недалеко од Денкерка у јулу 1669. године. У Пињеролу Доже је био слуга другом затворенику Николи Фукеу, да би се после Фукеове смрти 1680. нашао у режиму „строгог затвора“ заједно са још једним човеком који је такође био Фукеов слуга. 
Најстарији сачувани документ о човеку са гвозденом маском потиче из 1. јула 1669, када је маркиз Лувоа предао затвореника на чување г. Де Сен-Марсу, управитељу затвора у Пињеролу. Судећи према маркизовом писму, име затвореника било је Есташ Доже. У писму Сен-Марсу, Лувоа је затвореника означио као „обичног слугу“.
Ништа се не зна о том Дожеу. Историчари су нашли доказа да је извесни Есташ Доже живео у то доба и да је био умешан у сумњиве и срамне догађаје који су укључивали људе на високим положајима. Његово пуно име било је Есташ Доже де Кавоа. Остало је, међутим, нејасно да ли је то једна иста особа.
Списи показују да је Есташ Доже де Кавоа рођен 30. августа 1637, као син Франсоа Дожеа, капетана у гарди кардинала Ришељеа. Франсоа је био ожењен са Мари де Серињан са којом је имао једанаесторо деце, од којих је деветоро доживело одрасло доба. Када су Франсоа и двојица његових најстаријих синова настрадали у бици, Есташ је формално постао глава породице. По угледу на њих, приступио је војсци где је дошао под команду Армана де Грамона, војводе од Гиша, храброг ратника, познатог бонвивана и бисексуалца.

#### Срамота
У априлу 1659. Есташ и војвода од Гиша били су позвани на прославу Свете недеље у замак Роаси-ан-Бри. У сваком случају, било је то развратно весеље на којем су посетиоци узимали учешћа у разним гнусним радњама, укључујући и напад на човека који је тврдио да је адвокат кардинала Мазарена. Постоје назнаке, између осталог, да је извођена црна миса, да је дошло до упражњавања хомосексуалних односа и да је свиња крштена у „шарана“ да би могли да једу свињетину на Велики петак. 
Када је вест о овим радњама доспела до јавности, спроведена је истрага после које су бројни виновници били похапшени или прогнани. Није забележено шта се догодило са Дожеом, али је 1665. године недалеко до замка Сен-Жермен-ан-Ле он наводно усмртио младог пажа у пијаном стању током свађе са војводом од Фоа. Обојица су тврдила да их је дечак, који је био пијан, изазвао, али чињеница да се убиство одиграло у близини замка у којем је одсео краљ значила је да то није довољан изговор и, као последица тога, Доже је морао да напусти официрску службу.
Дожеова мати је умрла недуго затим. У тестаменту, који је сачинила годину дана раније, изоставила је двојицу најстаријих синова, Есташа и Армана, остављајући највећи део имовине њиховом млађем брату Лују. С обзиром на то да је био зашао у велике дугове, Есташу је био ограничен приступ новцу и једва да му је било остављено довољно новца за „храну и одржавање“. Будући формално глава породице, добио је неколико мањих поседа којих се одрекао у корист свог брата Луја, који му је заузврат обезбедио већи прилив новца.

#### „Афера отрова“
Тридесетих година прошлог века историчар по имену Морис Дививије довео је у везу Есташа Дожеа де Кавоа са „афером отрова“, злогласним скандалом у којем су људи на високим положајима били оптужени да су умешани у црну мису и тровања. Покренута је истрага, али је Луј XIV подстакао заташкавање када се испоставило да су његова милосница маркиза Де Монтеспан и снаха, војвоткиња од Орлеана, биле умешане.
Архива, међутим, открива да су истражитељи током истраге дошли до сазнања о добављачу отрова, хирургу по имену Оже, а Дививије је био убеђен да је Доже де Кавоа, лишен наследства и у материјалној оскудици, постао Оже, добављач отрова, и самим тим Доже, човек са гвозденом маском.

#### Доже у затвору
Па ипак, искрсли су докази да је Доже де Кавоа умро у затвору Сен-Лазар, што је заправо био азил који су водили монаси а који су многе породице користиле да затворе своје „црне овце“. Сачувани су документи који указују на то да је Доже де Кавоа био затворен у Сен-Лазару у Паризу отприлике у исто време када је Доже, човек са гвозденом маском, био спроведен у заточеништво у Пињерол, стотине миља даље на југ.
Докази укључују писмо послато Дожеовој сестри маркизи Де Фабрег 20. јуна 1678, које је препуно самосажаљења, у коме се Есташ жали на третман у затвору, у којем је заточен већ десет година, и истиче како су га изиграли њихов брат Луј и Клерак, управник Лујевог имања. Годину дана касније написао је ново писмо краљу, понављајући исте притужбе и упућујући сличну молбу за ослобађањем. Највише што је краљ урадио било је, међутим, слање писма управнику Сен-Лазара у којем му поручује да „г. Де Кавоа не треба да има комуникацију ни са ким, чак ни са сестром, осим у вашем присуству или у присуству једног од свештеника центра“. Писмо су потписали краљ и Колбер.
Прилично потресна поема коју је саставио Луј Анри де Ломени, гроф од Бријена, и сам затвореник у то време, указује на то да је Есташ Доже де Кавоа умро од последица тешког опијања крајем 80-их година 17. века. Историчари посматрају све ово као довољно јак доказ да он ни на који начин не може бити доведен у везу са човеком са гвозденом маском.

## Маштовита дела инспирисана причом о човеку са гвозденом маском

### Романи
- Виконт од Бражелона, Александар Дима, 1848—1850

### Позоришни комади
- Близанци, Виктор Иго, незавршена драма, написана 1839, постхумно објављена 1933. године

### Филмови
Више филмова засновано је на причи о човеку са гвозденом маском, у сваком од њих коришћена је теорија о брату близанцу Луја XIV и већина представља слободну адаптацију романа Виконт од Бражелона:
- Човек са гвозденом маском (енгл. The Man in the Iron Mask), америчко-британска копродукција из 1998, редитељ Рандал Валас, играју: Леонардо Дикаприо, Џереми Ајронс, Џон Малкович, Жерар Депардје и Габријел Берн